# Азербайджанський державний аграрний університет
Азербайджа́нський держа́вний агра́рний університе́т (азерб. Azərbaycan Dövlət Aqrar Universiteti)  — державний сільськогосподарський вищий навчальний заклад Азербайджанської республіки.

## Історія
У 1920 році при Азербайджанському політехнічному інституті було відкрито сільськогосподарський факультет, а 15 травня 1929 року в місті Баку рішенням Ради Народних Комісарів Азербайджану було створено Азербайджанський сільськогосподарський інститут.
Першим директором інституту був Народний Земельний Комісар Азербайджану Дадаш Буніятзаде.
Первинно в інституті було чотири факультети — факультет рослинництва, тваринництва, бавовництва й рибного господарства.
У 1931 році Азербайджанський сільськогосподарський інститут був переведений до міста Гянджа.
17 червня 1991 року указом президента Азербайджанської Республіки Азербайджанському сільськогосподарському інституту було надано статус Академії (Азербайджанська сільськогосподарська академія), а 4 квітня 2009 року рішенням Ради Міністрів Азербайджану надано статус державного університету.
Адміністративна будівля Азербайджанського державного аграрного університету була зведена у XIX столітті.
Наприкінці XIX століття у цій будівлі функціонувала міська дума, а з 16 червня до 17 вересня 1918 року розміщувались Уряд і Національна Рада Азербайджанської Демократичної Республіки.

## Структура
В університеті навчається понад 3000 студентів, в тому числі 120 магістрантів, 10 аспірантів, 45 дисертантів.
Загальна кількість співробітників університету становить приблизно 1019 чоловік, в тому числі:
- Професорсько-викладацький склад — 445 чоловік
- Академіки — 1
- Члени-кореспонденти АН — 1
- Заслужені діячі науки — 2
- Професори й доктори наук — 29
- Доценти, кандидати наук — 189
- Кандидати наук — 41
- Старші викладачі, викладачі, асистенти — 182
- Навчально-допоміжний склад — 208

## Факультети
- Агрономічний факультет
- Факультет агротехнологій
- Факультет ветеринарної медицини й фармакології
- Факультет інформаційних технологій, агроінженерії та енергетики
- Факультет агрономічної економіки

## Лабораторії
В університеті функціонують п'ять дільничних наукових лабораторій, результати досліджень яких передбачається упроваджувати до виробництва.
- Лабораторія екологічного моніторингу ґрунту й оточуючого середовища
- Лабораторія зернових і бобових культур
- Лабораторія з технології вирощування і створення запасу генофонду фруктів, овочів та субтропічних рослин
- Науково-дослідна дільнична лабораторія з вивчення інфекційних захворювань у вівчарстві
- Лабораторія з використання альтернативних джерел енергії в аграрному секторі

## Відомі випускники
- Аббас Аббасов — азербайджанський державний і політичний діяч
- Махмуд Абдуллаєв — азербайджанський вчений, доктор сільськогосподарських наук, професор, чинний член НАНА
- Тельман Агаєв — азербайджанський вчений, доктор біологічних наук, професор, член-кореспондент НАНА
- Гасан Алієв — азербайджанський вчений, академік АН Азербайджанської РСР
- Вугар Багіров — 21.08.1968 р.н., доктор біологічних наук, професор, член-кореспондент Російської академії сільськогосподарських наук, вчений секретар відділення зоотехніки Россільгоспакадемії
- Панах Гасанов — бавовнороб, Герой Соціалістичної Праці, майстер бавовни Азербайджанської РСР, лауреат Державної премії СРСР (1980)
- Мамедтагі Джафаров — азербайджанський вчений, доктор сільськогосподарських наук, академік НАНА
- Володимир Козін — радянський письменник
- Айдин Мамедов —азербайджанський вчений, доктор економічних наук, професор, член-кореспондент НАНА
- Муса Мусаєв — азербайджанський вчений, доктор ветеринарних наук, академік НАНА [1]
- Імам Мустафаєв — радянський партійний і державний діяч, доктор біологічних наук, академік АН Азербайджанської РСР
- Мамед Салманов — азербайджанський вчений, доктор біологічних наук, професор, дійсний член НАНА
- Валіда Тутаюг — азербайджанський вчений, доктор біологічних наук, перша жінка-академік Азербайджану
- Шахлар Шукуров — радянський міліціонер, Національний герой Азербайджану

## Відомі викладачі
- Ахмед Раджаблі — азербайджанський вчений, агроном, селекціонер-генетик.
- Айдин Мамедов — азербайджанський вчений [2] [3]